# Nycteola nigrosuffusa
Nycteola nigrosuffusa är en fjärilsart som beskrevs av Embrik Strand 1917. Nycteola nigrosuffusa ingår i släktet Nycteola och familjen trågspinnare. Inga underarter finns listade i Catalogue of Life.